# Ніковілія

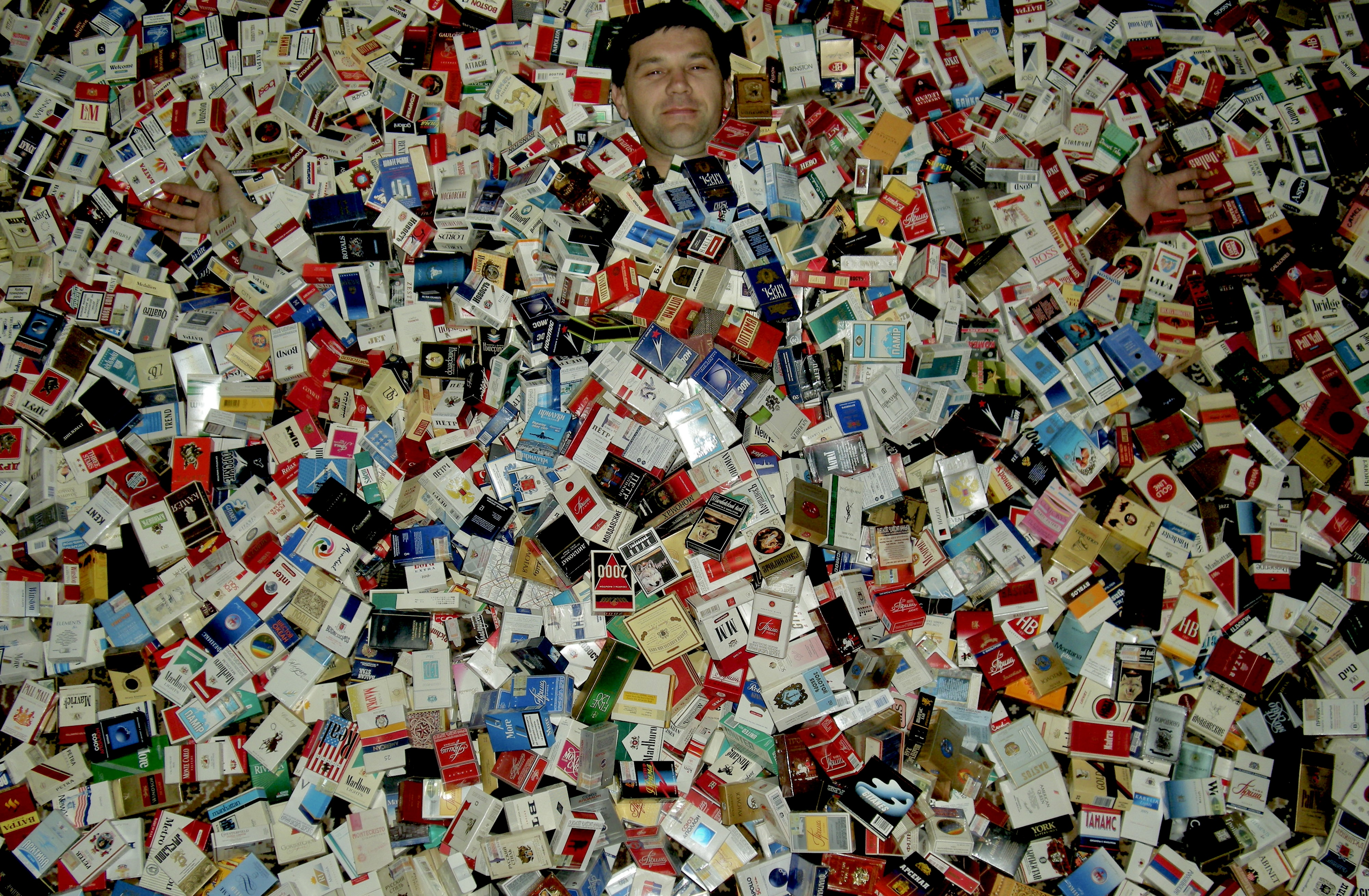
Ніковіліст Потапенко В. Д.

Ніковілі́я — колекціонування й вивчення пачок сигарет та цигарок.
В світі нараховується не менше тисячі колекціонерів-ніковілістів.
Найбільшу популярність хобі має у Південній Америці — Аргентині й Бразилії. Зареєстровані асоціації колекціонерів сигарет є в Аргентині, Бразилії, Великій Британії, США.

## Відомі ніковілісти України
| Прізвище, ім'я      | Місто                                  | Розмір колекції         | Старт | Формат колекції                                           |
| ------------------- | -------------------------------------- | ----------------------- | ----- | --------------------------------------------------------- |
| Бенце Олександр     | Берегово                               | 2.549 (на 1.10.2021)    | 2003  | повні пачки                                               |
| Гуманенко Євген     | Запоріжжя                              | 4.604 (на 1.09.2019)    | 1998  | усі формати з фільтром                                    |
| Дробот Ігор         | Антрацит                               | 6.300 (на 1.02.2021)    | 1973  | усі формати                                               |
| Кадигроб Віталій    | Харків                                 | 9.000+ (на 18.02.2016)  | 1969  | повні пачки                                               |
| Колпачов Олександр  | Підгірці Обухівський р-н Київська обл. | 4.000 (на 12.03.2023)   | 1980  | повні пачки                                               |
| Комендат Ігор       | Тернопіль                              | 4.132 (на 1.02.2021)    | 1993  | повні Camel [Архівовано 2 лютого 2020 у Wayback Machine.] |
| Передков Олександр  | Київ                                   | 153 (на 1.02.2021)      | 2005  | повні пачки з різними акцизами                            |
| Передрій Олександр  | Селидове                               | 333 (на 25.01.2024)     | 2019  | Повні пачки без текстів про шкоду здоров'ю                |
| Потапенко Володимир | Дніпро                                 | 41.390 (на 1.01.2025)   | 1986  | усі формати, переважно порожні розклеєні                  |
| Рєзніков Сергій     | Луганськ                               | 12.000+ (на 18.02.2016) |       | усі формати                                               |
| Северінов Володимир | Бахмут                                 | 1.800+ (на 1.09.2017)   | 1988  | Marlboro                                                  |
| Соболєв Іван        | Охтирка                                | 534 (на 1.12.2021)      | 1995  | повні пачки                                               |
| Суворов Євген       | Дніпро                                 | 2.804 (на 1.01.2019)    | 1993  | усі формати                                               |
| Сулейманов Руслан   | Одеса                                  | 421 (на 10.09.2022)     | 1980  | повні пачки                                               |
| Чорномидз Андрій    | Тернопіль                              | 10.000+ (на 21.01.2022) | 1994  | усі формати                                               |
| Шпилько Сергій      | Павлоград                              | 500+- (на 20.07.2024)   | 2021  | повні пачки без страшних попереджень                      |
| Яковенко Андрій     | Харків                                 | 20.000 (на 1.12.2023)   | 2012  | усі формати, переважно повні                              |

## Найпоширеніші напрямки
- усі формати сигарет та цигарок (Потапенко Володимир — Дніпро, Україна)
- лише повні пачки (Кадигроб Віталій — Харків, Україна)
- лише "м'які" пачки (Rob Abadie — Oakville, Canada)
- лише бренд Camel (Комендат Ігор — Тернопіль, Україна; Maurizio Moreno — Chiavari, Italy)
- лише бренд Marlboro (Сєвєрінов Володимир — Бахмут, Україна; Maurizio Moreno — Chiavari, Italy)
- лише стандарт "King Size 20 Hard" (Бєгунов Сергій — Костомукша, Росія)
- лише виробництво своєї країни (Павло Кисельов — Санкт-Петербург, Росія)
- лише по одній пачці кожного бренду (Михайло Йолкін — Іванівська обл, Росія)

## Деякі факти та особливості хобі
- До Книги рекордів Гінесса занесено колекцію італійця Claudio Rebecchi — 94 836 порожніх пачок з близько 250 країн та територій. 1.1.1998 розмір колекції Claudio Rebecchi становив 138 020 пачок.
- 29 лютого 2024 року колекція чеського ніковіліста František Krajánek становила 280.141 екземплярів.
- Італійський ніковіліст Maurizio Moreno є чемпіоном світу в категоріях "Camel" (9.700 повних пачки станом на червень 2022) та "Marlboro" (27.500 повних пачок станом на червень 2022).
- Найбільша в світі колекція повних пачок у росіянина Ігоря Сєргєєва — більш ніж 50 000 пачок (станом на літо 2016 року).
- Серед ніковілістів не існує чітких правил які дві пачки вважаються різними. Для декого обов'язковими повинні бути відмінності у дизайні на передній стороні, а для декого достатні будь-які печатні відмінності на будь-якій стороні пачки. Це кожен обирає для себе сам на основі власних уподобань.
- Більшість колекціонерів порожніх пачок розклеюють пачки й зберігають їх плоскими (flattened, 2D), по алфавіту. Розклеювання пачки є відповідальною, не очікувано складною для початківця процедурою. Потрібно так розвести усі склеєні сторони, щоб не з'явилося жодного пошкодження чи зморшки. Не можна застосовувати вологу чи будь-які хімічні засоби. Лише комплект ножів (гострий та тупий для різних ситуацій) та досвід.
- Класифікація проводиться окремо для країни-виробника та країни споживання. Зміна назв країн, їх об'єднання та розділи, наявність несуверенних територій, зони Duty Free та невизначених країн створюють велику різноманітність у географії.
- Найменша пачка містить 1 сигарету, найбільша — 300. Найпоширеніший формат пачки — 20 сигарет (близько 85% від асортименту), а також 10, 19 і 25 сигарет на пачку (по 3-4% кожен). Серед перших 30 позицій найрідше зустрічаються пачки на 13 сигарет — у світі є лише декілька колекціонерів-власників таких пачок.
- Неодмінним атрибутом будь-якого колекціонера сигарет є база даних своєї колекції, фотографії, статистика. Бажано мати й свій сайт. Без бази даних майже неможливі ефективний розвиток колекції, аналіз та обміни. Для обмінів треба мати та постійно поповнювати обмінний фонд.
- Найкоштовніші сигарети загального споживання — Treasurer, занесені до Книги рекордів Гінесса.
- Найдешевші сигарети світу — декілька односигаретних пачок Дніпропетровської тютюнової фабрики "Дана-АС" ціною 5 копійок (дешевше 1 цента США) за 1 пачку, вироблялися на початку 2000-х років.
- Серед колекціонерів сигарет не існує загальноприйнятої шкали цінності пачок, кожен для себе вирішує ці питання на аукціонах та при обмінах. Проте можна навести цікавий приклад продажу старої колекції 5.000 повних пачок ХХ сторіччя на аукціоні eBay — власник лоту просив 150 000 USD за свою колекцію [Архівовано 14 липня 2014 у Wayback Machine.]. Лот був знятий з аукціону до кінця торгів, можна лише робити припущення з яких причин. Але це не рекорд! На аукціоні в Японії нещодавно з'явився лот-рекордсмен — 1 порожня пачка сигарет "Hope" ціною 30 000 000 ієн [Архівовано 6 липня 2014 у Wayback Machine.] (майже 300 000 USD). Звісно це занадто, у двійниках колекціонерів таку пачку можна знайти за ціною 1-2 USD, але наведені приклади дають нагоду як для роздумів, так і для посмішок.
- Боротьба з курінням породила спочатку появу попереджувальних текстів на пачках, а потім й збільшення площ попереджень на передній та задній сторонах. Ці попередження мають згубний вплив на дизайн, що відвертає деяких діючих колекціонерів та не сприяє появі нових. Для деяких колекціонерів відсутність прямокутника попередження шкоді здоров'ю ("чорної рамки") є однією з умов, наприклад для Павла Кисельова з Санкт-Петербургу. Австралія взагалі заборонила використання будь-яких дизайнів на своїх пачках сигарет, а площа попередження на передній стороні досягла 80%.
- До появи Інтернету поширеною була практика нанесення своєї адреси на зворотню сторону розклеєної пачки печатки або лейбла для тих пачок-двійників, які використовувалися для обмінів. Така собі "доінтернетна реклама". Але печатка могла проявитися й на передній стороні, що призводило до погіршення стану пачки та зниження її цінності. Сьогодні, на щастя, ця практика майже не зустрічається, натомість старі пачки з печатками на звороті й досі "ходять" від одного колекціонера до іншого.
- В Україні найдорожча порожня пачка від цигарок "30 Років Української РСР" 1947 року виробництва була придбана 27 травня 2020 на сайті Віоліті ніковілістом Володимиром Северіновим за 18.905 грн. (720 USD).
- В художніх фільмах часом можна побачити в кадрі сигаретні пачки. Інколи вони реальні (частіше Marlboro, Camel чи Lucky Strike, й це є нативною рекламою), а інколи кінокомпанія спеціально виготовляє бутафорські пачки з вигаданим дизайном. Приклад такої пачки можна побачити у фільмі Квентіна Тарантіно "Доказ смерті" (2007). Задіяні бутафорські сигарети "Capitol Lights" можна придбати в Інтернеті. Ще більш цікава історія з сигаретами "Red Apple", які набули легендарності. Ця симпатична пачка є одним з символів Квентін Тарантіно й була задіяна в стрічках: "Кримінальне чтиво" (1994), "Чотири кімнати" (1995), "Від заходу до світанку" (1996), "Убити Білла. Фільм 1" (2003), "Планета страху" (2007), "Мерзенна вісімка" (2015), "Одного разу в… Голлівуді" (2019). Серйозні кінокомпанії майже не задіють реальні тютюнові сигарети при палінні в кадрі. Натомість актори використовують більш безпечні трав'яні сигарети без вмісту тютюну.

## Сумісні хобі
- Віттафілія — колекціонування паперових кілець (вони мають свою назву — бандероль) з сигар та сигарет.
- Фумофілія — колекціонування різноманітних речей, пов'язаних з палінням: запальнички (Євген Борисков з Одеси), трубки, кисети, сірники, вкладиші, тощо.
- Колекціонування тютюнових акцизних марок ще не має своєї назви, але стає популярним у світі. Яскраві представники цього напрямку — Андрій Васюнін [Архівовано 14 липня 2014 у Wayback Machine.] і Олексій Архипов з Росії.
- Колекціонування окремих сигарет та цигарок. Один з представників цього напрямку - Андрій Фролов з Калуги, Росія.
- Виготовлення реплік старовинних цигарок — Телешов Валерій [Архівовано 12 березня 2016 у Wayback Machine.], Київ.